# Antony Root
Antony Root (nacido el 16 de abril de 1954) es un productor y ejecutivo televisivo británico. Las producciones con las que ha estado asociado como productor o productor ejecutivo han ganado premios BAFTA, Peabody y Bandd y han sido nominadas a premios Primetime Emmys y Globos de Oro.

## Educación
Se educó en el King's College, Cambridge, Marlborough College y Christ's College, Cambridge donde estudió filosofía y lengua inglesa. En Cambridge fue presidente del Cambridge University Amateur Dramatic Club y Junior Treasurer del Footlights Revue Group.

## Carrera
Tras una breve carrera como mánager teatral, se unió al departamento de series y seriales dramáticos de la BBC como ayudante del Floor Manager. Después ascensió a editor de guiones, trabajando en Doctor Who, The Chinese Detective y Strangers and Brothers.
En 1984 fue reclutado por Euston Films, una subsidiaria de Thames Television, como su desarrollador ejecutivo, con trabajos que incluyen Capital City, Bellman and True y la miniserie The Fear, que también coprodujo.
En 1989, se unió a Working Title Television como jefe de producción, donde produjo Lorna Doone (ITV), Eduardo II de Derek Jarman (BBC) y Tales of the City de Armistead Maupin (Channel 4).
En 1994 fue nombrado director de ficción en Thames Television, trabajando como productor ejecutivo de Cold Comfort Farm de John Schlesinger (BBC) y preparando la primera serie dramática de Five, A Wing and a PRayer, antes de marcharse para unirse a Granada Television como director de dramáticos en 1997. En este trabajo, sus créditos como productor ejecutivo incluyen The Grand (ITV) y Far from the Madding Crowd (ITV).
En 1998, se convirtió en el primer ejecutivo de Granada con la tarea de desarrollar y producir dramáticos para emisoras fuera del Reino Unido. Como director de dramáticos internacionales, supervisó tres películas para A&E en los Estgados Unidos, Murder in a Small Town y The Lady in Question, ambas protagonizadas por Gene Wilder, y Dash and Lilly, protagonizada por Sam Shepard y Judy Davis. También trabajó como productor ejecutivo de la miniserie ganadora del BAFTA Longitude para Granada Film.
En 1999 se mudó a Los Ángeles, y asumió el papel adicional de trabajar en Granada Entertainment USA, donde sus créditos como productor ejecutivo incluyen The Great Gatsby (A&E) y Princess of Thieves (ABC). En 2000, fue nombrado presidente de la compañía, supervisando todos sus trabajos, incluyendo las películas televisivas My Beautiful Son (Showtime/ITV) y Second Nature (TNT), la segunda temporada de la serie Beggars and Choosers (Showtime) y episodios pilotos de drama y comedia para las cadenas estadounidenses.
En 2005, regresó al Reino Unido para asumir el cargo de vicepresidente Senior de producciones europeas de Sony Pictures Television. En este trabajo, que mantuvo hasta diciembre de 2009, fue responsable de todas las producciones y desarrollos de SPT incluyendo el control de todo el trabajo unido de seis países.
Desde enero de 2010 hasta octubre de 2011, volvió a trabajar como consultor internacional y productor ejecutivo. Sus trabajos incluyeron aconsejar a productoras independientes sobre sus estrategias de crecimiento internacional, y servir como director de la Semana Industrial en el RomaFictionFest en 2010 y 2011. Desde septiembre de 2010 hasta octubre de 2011, también sirvió como director ejecutivo de 8th Floor Productions, una compañía de desarrollo y producción de ficción basada en Reino Unido y enfocada en ficción televisiva diseñada para el mercado internacional. En octubre de 2011 comenzó a trabajar como vicepresidente ejecutivo de programación y producción original en HBO Central Europe.